# آمین‌دار کردن
آمین‌دار کردن یا آمیناسیون (به انگلیسی: Amination) فرآیندی است که توسط آن یک گروه آمین وارد یک مولکول آلی می شود. این نوع واکنش‌ها بسیار مهم هستند زیرا ترکیبات آلی نیتروژن‌دار فراگیر شده‌اند.

## واکنش‌های آمیناسیون
آنزیم‌هایی که این واکنش را کاتالیز می‌کنند، آمیناز نامیده می‌شوند. آمین‌دار کردن از طرق مختلفی از جمله واکنش با آمونیاک یا آمین دیگر مانند آلکیله شدن، آمیناسیون کاهشی و واکنش مانیچ انجام می‌شود. به عنوان مثال، COOH -> -CONH 2-.
بسیاری از آمین‌های آلکیل‌دار بوسیله آمیناسیون الکل‌ها با استفاده از آمونیاک در حضور کاتالیزورهای اسیدی بصورت صنعتی تولید می‌شوند.
در آمین‌دار کردن الکتروفیلی، آمین به عنوان نوکلئوفیل با ترکیب آلی دیگری به عنوان الکتروفیل واکنش می‌دهد. این میل واکنش پذیری ممکن است برای برخی از آمین‌هایی که کمبود الکترون دارند، از جمله اگزازیریدین‌ها، هیدروکسیلامین‌ها، اکسیم‌ها و سایر بسترهای N-O، معکوس شود. هنگامی که از آمین به عنوان الکتروفیل استفاده شود، واکنش را آمین‌دار کردن الکتروفیلی می‌نامند. مواد آلی غنی از الکترونی که ممکن است به عنوان نوکلئوفیل برای این فرایند استفاده شوند عبارتند از کربانیون و انول.
اخیراً نشان داده شده‌است که اسیدهای آلفا هیدروکسی می‌توانند مستقیماً با استفاده از محلول آبی آمونیاک، گاز هیدروژن و یک کاتالیزور روتنیم فلزی ناهمگن به اسیدهای آمینه تبدیل شوند.
در هیدروآمیناسیون، آمین‌ها به آلکن‌ها اضافه می‌شوند.